# Bộ Cá mù làn
Bộ Cá mù làn (danh pháp khoa học: Scorpaeniformes, còn gọi là Scleroparei) là một bộ trong lớp Cá vây tia (Actinopterygii). Các loài trong bộ này gần đây đã được tái phân loại vào trong bộ Cá vược (Perciformes).
Chúng còn được biết đến như là các loài cá "má áo giáp" do đặc trưng phân biệt của chúng: sự mở rộng về phía sau của xương vòng quanh hốc mắt (một phần của bộ xương bên của đầu/má, phía dưới hốc mắt) thứ ba vượt qua phần má tới xương tiền nắp mang, trong khi ở phần lớn các loài cá khác thì nó gắn vào.

## Phân loại

### Truyền thống
Sự phân chia bộ Scorpaeniformes thành các họ không có sự thống nhất; với các hệ thống phân loại khác nhau vào cuối thế kỷ 20 đầu thế kỷ 21 đưa ra con số từ 26 họ tới 35 họ.
- Phân bộ Anoplopomatoidei
  - Anoplopomatidae (Cá than)
- Phân bộ Cottoidei
  - Siêu họ Cottoidea

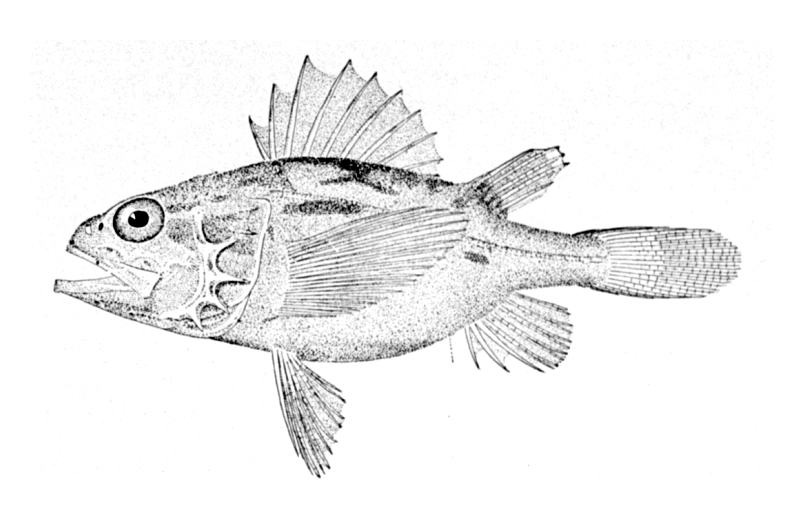
Setarchidae: Cá mù làn biển sâu, Setarches guentheri

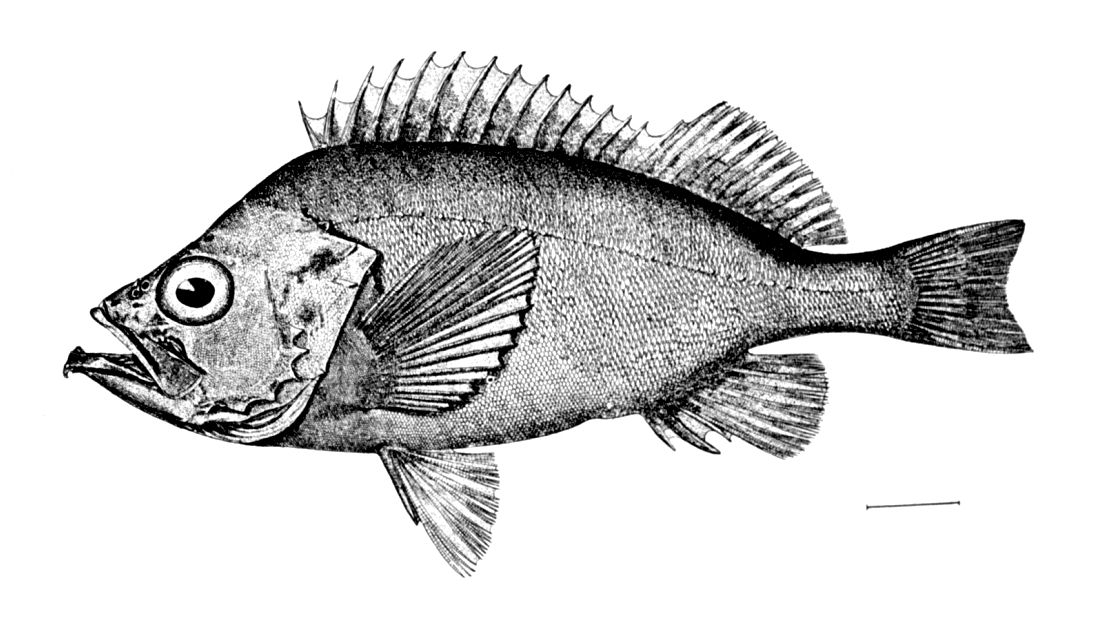
Sebastidae: Cá vây đỏ (cá êfin Na Uy), Sebastes marinus

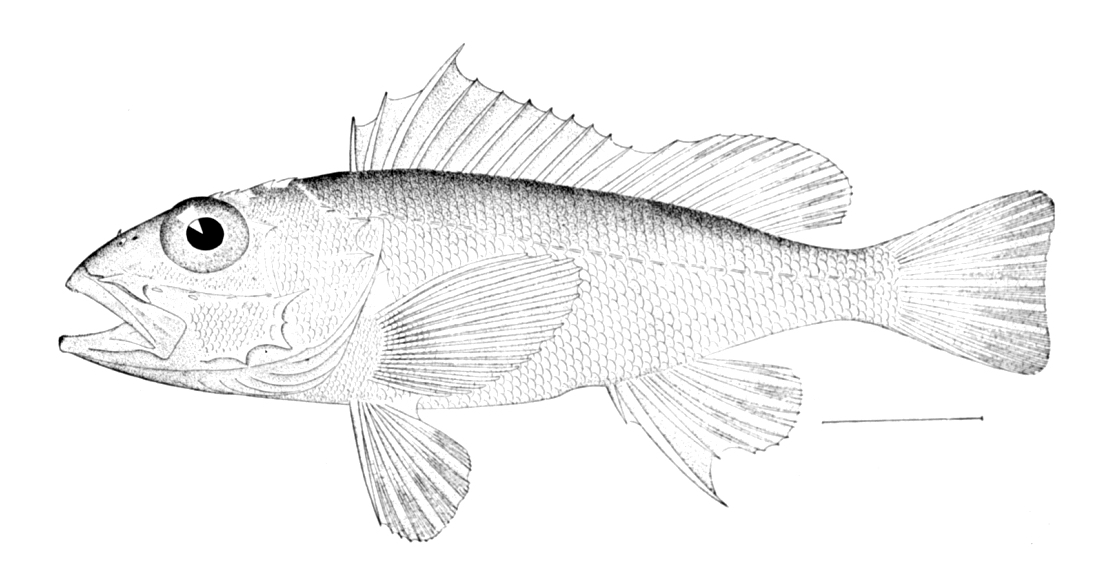
Scorpaenidae: Cá mù làn gai dài, Pontinus longispinis

    - Abyssocottidae (Cá bống biển sâu)
    - Agonidae
    - Bathylutichthyidae
    - Comephoridae (Cá mỡ Baikal)
    - Cottidae (Cá bống biển)
    - Cottocomephoridae (Cá bống Baikal)
    - Ereuniidae (Băng ngư)
    - Hemitripteridae (Cá bống nhung và cá bống vây cờ)
    - Icelidae (Cá bống vảy)[5]
    - Psychrolutidae (Cá đầu mỡ)
    - Rhamphocottidae (Cá bống mép lưỡi câu)

  - Siêu họ Cyclopteroidea
    - Cyclopteridae (Cá vây tròn)
    - Liparidae (Cá sư tử)
- Phân bộ Dactylopteroidei
  - Dactylopteridae (Cá chuồn đất)
- Phân bộ Hexagrammoidei
  - Hexagrammidae (Cá lục tuyến)
- Phân bộ Normanichthyiodei
  - Normanichthyidae
- Phân bộ Platycephaloidei
  - Bembridae (Cá chai biển sâu)
  - Hoplichthyidae (Cá chai ma)
  - Parabembridae[6]
  - Platycephalidae (Cá chai)
- Phân bộ Scorpaenoidei
  - Apistidae[7]
  - Aploactinidae (Cá da nhung)
  - Caracanthidae (Cá da nhung cầu)
  - Congiopodidae (Cá lợn)
  - Eschmeyeridae
  - Gnathanacanthidae (Cá da nhung đỏ)
  - Neosebastidae[7]
  - Pataecidae (Cá mũi tàu Australia)
  - Peristediidae[8]
  - Plectrogenidae[7]
  - Scorpaenidae (Cá mù làn và cá quân)
  - Sebastidae (Cá đầu gai)[7]
  - Setarchidae[7]
  - Synanceiidae (Cá đá)
  - Tetrarogidae[7]
  - Triglidae (Cá chào mào)

### Theo phân tích phân tử
Các nghiên cứu phát sinh chủng loài phân tử gần đây không công nhận bộ này mà gộp nó trong bộ Perciformes nghĩa mới. Các họ của Scorpaeniformes đề cập trên đây được chia tách trong các phân bộ của Perciformes nghĩa mới như sau:
- Phân bộ Normanichthyoidei
  - Normanichthyidae
- Phân bộ Platycephaloidei
  - Bembridae
  - Hoplichthyidae
  - Parabembridae
  - Platycephalidae
  - Plectrogenidae
- Phân bộ Triglioidei
  - Triglidae (nguyên xếp trong Scorpaenoidei)
  - Peristediidae (nguyên xếp trong Platycephaloidei)
- Phân bộ Scorpaenoidei
  - Apistidae
  - Aploactinidae
  - Congiopodidae
  - Eschmeyeridae
  - Gnathanacanthidae
  - Neosebastidae
  - Pataecidae
  - Perryenidae
  - Scorpaenidae (gộp cả Caracanthidae)
  - Sebastidae
  - Setarchidae
  - Synanceiidae
  - Tetraogidae
  - Zanclorhynchidae (tách từ Congiopodidae)
- Phân bộ Cottoidei
  - Phân thứ bộ Anoplopomatales: Nguyên là phân bộ Anoplopomatoidei.
    - Anoplopomatidae

  - Phân thứ bộ Cottales: Nguyên là hai liên họ Cottoidea và Cyclopteroidea.
    - Agonidae (gộp cả Hemitripteridae)
    - Cottidae (gộp cả Abyssocottidae, Comephoridae, Cottocomephoridae, Icelidae)
    - Psychrolutidae (gộp cả Bathylutichthyidae)
    - Rhamphocottidae (gộp cả Ereuniidae)
    - Scorpaenichthyidae (tách ra từ Cottidae, gồm Scorpaenichthys)
    - Trichodontidae (nguyên thuộc phân bộ Trachinoidei trong Perciformes nghĩa cũ)
    - Jordaniidae (tách từ Cottidae, gồm Jordania và Paricelinus)
    - Cyclopteridae
    - Liparidae

  - Phân thứ bộ Hexagrammales: Nguyên là phân bộ Hexagrammoidei.
    - Hexagrammidae nghĩa hẹp.

  - Phân thứ bộ Zaniolepidoales
    - Zaniolepididae (phục hồi và tách ra từ Hexagrammidae, gồm Oxylebius và Zaniolepis)

  - Phân thứ bộ Zoarcales: Nguyên là phân bộ Zoarcoidei trong Perciformes nghĩa cũ.
  - Phân thứ bộ Gasterosteales: Nguyên là một phần bộ Gasterosteiformes (trừ hai họ Indostomidae và Pegasidae).

#### Chuyển đi
Họ Dactylopteridae chuyển sang bộ Syngnathiformes.